# Curt Sjöberg
Curt Josef Sjöberg (Stockholm, 1897. január 26. – Stockholm, 1948. április 12.) olimpiai bajnok svéd tornász.
Az 1920. évi nyári olimpiai játékokon indult tornában és a svéd rendszerű csapat összetettben aranyérmes lett.
Klubcsapatai a Stockholms GF és a SoIK Hellas voltak.